# Mériel
 Mériel  es una población y comuna francesa, situada en la región de Isla de Francia, departamento de Valle del Oise, en el distrito de Pontoise y cantón de L'Isle-Adam.

## Demografía
| 2028 | 2436 | 3115 | 3351 | 3985 | 4062 |
| Para los censos de 1962 a 1999 la población legal corresponde a la población sin duplicidades (Fuente: INSEE [Consultar]) |      |      |      |      |      |